# مقاطعة جلب
مقاطعة جلب (بالصومالية: Degmada Jilib)‏ هي إحدى مقاطعات محافظة جوبا الوسطى جنوب الصومال، عاصمتها مدينة جلب.

## روابط خارجية
- مقاطعات الصومال
- الخريطة الإدارية لمقاطعة جلب